# Acacia nitidifolia
Acacia nitidifolia é uma espécie de leguminosa do gênero Acacia, pertencente à família Fabaceae.